# Koninklijke Gooreind Voetbal Vereniging
Koninklijke Gooreind Voetbal Vereniging, kortweg K. Gooreind VV of KGVV is een Belgische voetbalclub uit Gooreind. 

## Historiek
Gooreind VV werd opgericht in 1933 en sloot aan bij de KBVB en kreeg stamnummer 3865 toegekend. De club speelt al heel haar bestaan in de provinciale reeksen. In 2008 mocht de club de titel 'Koninklijke' aan haar naam toevoegen. De clubkleuren zijn paars-wit en het clublied Wij zijn de mannen van Gooreind VV (2010) werd geschreven door Chil Brant op muziek van Jean Bosco Safari.